# Shubbo Shankar
Fils du célèbre musicien indien Ravi Shankar et de Annapurna Devi, Shubhendra Shankar dit « Shubbo » ou « Shubho » est né en 1942. 

## Biographie
Il est le demi-frère de la chanteuse de jazz Norah Jones et de la joueuse de sitar Anoushka Shankar. Après avoir grandi en Inde, il part s’installer aux États-Unis où il rencontre sa femme Linda, une américaine d’Amérique du Nord.
Joueur de sitar et peintre reconnu, il a été diplômé de l’Otis College of Art and Design de Los Angeles.
Il est décédé en 1992 d’une crise cardiaque à l’âge de 50 ans.